# Cigaritis ella
Ella’s Bar (Cigaritis ella) là một loài bướm ngày thuộc họ Bướm xanh. Loài này có ở Nam Phi cho tới bờ biển của đông Kenya. Ở Nam Phi, nó được tìm thấy từ Mũi Đông dọc theo bờ biển đến KwaZulu-Natal, sau đó từ đất liền tới Swaziland, Orange Free State, Mpumalanga, Gauteng, Limpopo Province, khu vực Tây Bắc và mũi Bắc.
Sải cánh dài 21–24 mm đối với con đực và 25–30 mm đối với con cái. Con trưởng thành bay quanh năm từ tháng 8 đến tháng 10 và từ tháng 3 đến tháng 7.
Ấu trùng ăn Ximenia caffra. Ấu trùng ẩn náu trong các kẽ hở và dưới vỏ cây chủ.